# Astragalus argentinus
Astragalus argentinus es una especie de planta del género Astragalus, de la familia de las leguminosas, orden Fabales.
Fue descrita científicamente por Hauman.